# OXLD1
OXLD1 (англ. Oxidoreductase like domain containing 1) – білок, який кодується однойменним геном, розташованим у людей на 17-й хромосомі. Довжина поліпептидного ланцюга білка становить 147 амінокислот, а молекулярна маса — 15 855.
| 10         |  | 20         |  | 30         |  | 40         |  | 50         |
| ---------- |  | ---------- |  | ---------- |  | ---------- |  | ---------- |
| MLLRRVVEGG |  | RAVAAAVRGS |  | GARRFSSPDC |  | CQRLPGGGSF |  | LQRHHPGAQA |
| PDGRRKFGTD |  | HVEVGSQAGA |  | DGTRPPKASL |  | PPELQPPTNC |  | CMSGCPNCVW |
| VEYADRLLQH |  | FQDGGERALA |  | ALEEHVADEN |  | LKAFLRMEIR |  | LHTRCGG    |

A: Аланін

C: Цистеїн

D: Аспарагінова кислота

E: Глутамінова кислота

F: Фенілаланін

G: Гліцин

H: Гістидин

I: Ізолейцин

K: Лізин

L: Лейцин

M: Метіонін

N: Аспарагін

P: Пролін

Q: Глутамін

R: Аргінін

S: Серин

T: Треонін

V: Валін

W: Триптофан